# Hildegard Werth
Hildegard Werth (* 10. März 1950 in Saarbrücken) ist eine deutsche Fernsehjournalistin und Autorin. Sie wurde bekannt als Wissenschaftsreporterin des ZDF heute journals.

## Berufslaufbahn
Werth studierte Soziologie, Sozialpsychologie, Wissenschaftstheorie und Germanistik in Saarbrücken und Mannheim. Sie war Stipendiatin der Konrad-Adenauer-Stiftung.
Neben dem Studium berichtete sie von 1970 bis 1974 als Hörfunkreporterin beim Saarländischen Rundfunk über tagesaktuelle Ereignisse (Magazine Im Dreieck, Im Industrie-Dreieck).
Nach dem Diplomexamen (Universität Mannheim, 1975) war sie als wissenschaftliche Mitarbeiterin beim isoplan-Institut für Wirtschaftsforschung und Sozialplanung, Saarbrücken tätig, wo sie Gutachten für öffentliche Institutionen erstellte (u. a. Bundesministerium für wirtschaftliche Zusammenarbeit, Bundesanstalt für Arbeit, Stadtverband Saarbrücken).
1979–1981 absolvierte Werth ein Redaktionsvolontariat beim Zweiten Deutschen Fernsehen in Mainz, Wiesbaden und Berlin.
Von 1980 an arbeitete sie in der ZDF-Hauptredaktion Aktuelles als Redakteurin und Reporterin überwiegend in der Redaktion heute-journal. 1985 wechselte sie in die ZDF-Redaktion Naturwissenschaft und Technik in München, wo sie als Redakteurin und Moderatorin für die Sendereihe Aus Forschung und Technik und für Sondersendungen zuständig war, u. a. über die D-1 Raumfahrtmission 1985, die Folgen der Nuklearkatastrophe von Tschernobyl 1986 und den Flug der Raumsonde Giotto zum Halleyschen Kometen. Sie gehörte zum Gründungsteam der Knoff-Hoff-Show und spezialisierte sich in den Folgejahren als Wissenschaftsjournalistin auf die Themen Raumfahrt und Astronomie.
1988 kehrte Werth als Reporterin und Schlussredakteurin ins ZDF heute journal nach Mainz zurück.
Von 1995 bis 2015 war sie dort überwiegend als Wissenschaftsreporterin tätig. Sie berichtete aus zahlreichen europäischen Ländern, der UdSSR bzw. Russland, Kasachstan, Belarus, USA, Mexiko, Chile, Französisch-Guayana, Bermuda, Kenia, Sudan, China, Korea, Australien und der Antarktis.
1999–2003 betreute sie als Regisseurin / Autorin die Sondersendungen des ZDF zum Deutschen Zukunftspreis – Preis des Bundespräsidenten für Technik und Innovation und 1999 die Zukunftswoche und Zukunftsnacht im ZDF unter dem Titel Countdown 20XX.
Sie ist Autorin zahlreicher Dokumentationen und Reportagen auf ZDF, ZDFinfo, 3sat und Phoenix und war von 2008 bis 2011 Autorin, Regisseurin und Moderatorin des Magazins wissensWert(h) auf ZDFinfo.
Seit August 2015 ist Hildegard Werth freiberuflich publizistisch tätig.

## Auszeichnungen
- 2002: Benennung eines Asteroiden nach ihr: (13559) Werth.[13]
- 2009: Universitas-Preis für Wissenschaftsjournalismus der Hanns-Martin-Schleyer-Stiftung[14]
- 2010: Medaille für naturwissenschaftliche Publizistik der Deutschen Physikalischen Gesellschaft[15]
- 2015: Goldmedaille, Internationaler Förderkreis für Raumfahrt[16]

## Kuratorien und Jury-Tätigkeiten
- Programmkommission Raumfahrt des Deutschen Zentrums für Luft- und Raumfahrt DLR (2009–2018)
- Kuratorium des Max-Planck-Instituts für Quantenoptik München-Garching (2008–2019)
- Kuratorium des Max-Planck-Instituts für die Physik des Lichts, Erlangen (2012–2018)
- 2004: Ernennung zur Saarlandbotschafterin[17]
- Mitglied in der Jury des Aviation Award Stuttgart (2013)[18]

## Privates
Werth ist in zweiter Ehe verheiratet und Mutter einer Tochter.
Bei der Geburt erhielt Werth die saarländische Staatsangehörigkeit. Mit der Rückgliederung des Saarlandes in die Bundesrepublik Deutschland 1957 wurde sie deutsche Staatsbürgerin.

## Filmografie
- Zukunft im All – von der Raumstation zum Mars / ZDFinfo 2014
- Mit der Polarstern durchs Packeis, ZDF 2013[22]
- Planet.e – Vom Leben unter dem Eis, ZDF 2013[23]
- Neil Armstrong – Der Mond war sein Schicksal / ZDFinfo 2013
- Space Shuttle – ein amerikanischer Traum, ZDFinfo 2012[24]
- Space Shuttle – der Weg zur Raumstation / ZDFinfo 2012
- Erster im All – Russland und die Raumfahrt / ZDFinfo 2011
- Aufbruch ins All – vom Kalten Krieg zur Kooperation /  ZDF 2009
- Deutsche Raketenpioniere und der Flug zum Mond / ZDF Dokukanal 2008
- Ein Raumschiff auf dem Rhein / PHOENIX  2008
- Wettlauf im Weltraum – 50 Jahre Russische Raumfahrt / ZDF Dokukanal  2007
- High Tech im Urwald – Europas Weltraumbahnhof / ZDFinfokanal 2007
- Themenabend Raumfahrt / ZDF Dokukanal 2007
- Thomas Reiter – Unser Mann im All / 3SAT 2007
- Robocup – Weltmeisterschaft der Fussball-Roboter / ZDF 2006
- Salto orbitale – mit Thomas Reiter  im Weltraum, Teil 1–3 / ZDF infokanal 2006
- Der tiefe Blick ins All – Das Radioteleskop APEX / ZDF Dokukanal 2006
- Chronobiologie – Von Nachteulen und Frühaufstehern / ZDF Dokukanal 2006
- Tsunami-Forschung La Palma / ARTE 2005
- Europas Ohr ins All / ZDF Dokukanal 2003
- Visionäre: Maria-ReginaKula – Sanfte Chemie mit biologischen Katalysatoren / ZDF Dokukanal 2003
- Visionäre: Theodor Hänsch – Der Laserzauberer und die Macht über die Atome / ZDF Dokukanal 2003
- Deutscher Zukunftspreis 2000–2003 / ZDF / PHOENIX
- Blick ins Herz ohne Katheter / ZDF Dokukanal 2002
- Kamerapixel mit Tiefgang – Durchbruch zum schnellen 3-D-Sehen / ZDF Dokukanal 2002
- Testfall Tschernobyl – eine Reise in die verbotene Zone / ZDF 1997[25]
- Marilyn forever – die virtuellen Welten der Nadia Thalmann / ZDF 1996[26] (29)
- „Damit ich nicht sterbe, ganz einfach“ … ein Kind kämpft um sein Leben / ZDF 1996[27]

## Publikationen
- Thomas Reiter – Leben in der Schwerelosigkeit. Biografie, Herbig Verlag, München 2011.
- Im Spiegel der Zeit / Ein Leben in der Schwerelosigkeit. Verlag Das Beste, Stuttgart/Zürich/Wien 2011.